# Скопосень
Скопосень, Скопосені (рум. Scoposeni) — село у повіті Ясси в Румунії. Входить до складу комуни Хорлешть.
Село розташоване на відстані 316 км на північ від Бухареста, 13 км на захід від Ясс.

## Населення
За даними перепису населення 2002 року у селі проживали 299 осіб, усі — румуни. Усі жителі села рідною мовою назвали румунську.